# Corallizoanthus
Corallizoanthus is een geslacht van neteldieren uit de klasse van de Anthozoa (bloemdieren).

## Soort
- Corallizoanthus tsukaharai Reimer in Reimer Nonaka Sinniger & Iwase, 2008